# Ауляковщизна
Ауляковщизна (пол. Aulakowszczyzna) — село в Польщі, у гміні Корицин Сокульського повіту Підляського воєводства.
Населення — 113 осіб (2011).
У 1975-1998 роках село належало до Білостоцького воєводства.

## Демографія
Демографічна структура станом на 31 березня 2011 року:
|          | Загалом | Допрацездатний вік | Працездатний вік | Постпрацездатний вік |
| -------- | ------- | ------------------ | ---------------- | -------------------- |
| Чоловіки | 61      | 14                 | 37               | 10                   |
| Жінки    | 52      | 9                  | 24               | 19                   |
| Разом    | 113     | 23                 | 61               | 29                   |